# Общество за македонски изследвания
Обществото за македонски изследвания (на гръцки: Εταιρεία Μακεδονικών Σπουδών) е гръцка научна организация, създадена на 29 април 1939 година в Солун, която има за цел изучаването на географската област Македония. Издава годишно списание „Македоника“, основано в следващата 1940 година. Пръв председател и съответно пръв редактор на списанието е Антониос Сигалас. Организацията се помещава в три сгради в град Солун. Управлява се от Съвет на директорите.
Сградата на улица „Етники Амина“ № 4 в Солун, в която се намира организацията е завършена в 1951 година. Към нея започва да се изгражда библиотека на третия етаж, чието построяване е предвидено още в устава в 1939 година. Първото книжно ядро на библиотеката е изградено в 1940 година с дарения на македонци от Атина и Солун, както и закупуване. Към момента библиотеката има около 70 000 тома книги, периодични издания, ръкописи, вестници, карти и други некнижни материали. В тази цифра трябва да се отбележи наличието на значителен брой антични и редки издания.
През март 1953 година е създаден Институтът за балкански изследвания като клон на Обществото за македонски изследвания. Институтът е самостоятелна организация под егидата на Министерството на културата на Гърция от 1974 година.

## Председатели
| Име                       | Име                        | Управление  | Години                                              |
| ------------------------- | -------------------------- | ----------- | --------------------------------------------------- |
| Антониос Сигалас          | Αντώνιος Σιγαλάς           | 1939        | Сирос, 1890 – Атина, 1981                           |
| Константинос Меркуриу     | Κωνσταντίνος Μερκουρίου    | 1939 - 1942 | Солун, 1864 – Солун, 28 май 1951                    |
| Стилпон Кириакидис        | Στίλπων Κυριακίδης         | 1942 - 1964 | Гюмюрджина, 25 октовмври 1887 – Солун, 18 март 1964 |
| Харалампос Франгистас     | Χαράλαμπος Φραγκίστας      | 1964 - 1976 | Скиатос, 6 юни 1905 – Лондон, 1 май 1976            |
| Николаос П. Андриотис     | Νικόλαος Π. Ανδριώτης      | 1976        | Имброс, 28 ноември 1906 – Солун, 29 септември 1976  |
| Константинос Ан. Вавускас | Κωνσταντίνος Αν. Βαβούσκος | 1976 - 2006 | Драма, 18 ноември 1921 – Солун, 10 феврурари 2012   |
| Николаос Й. Мердзос       | Νικόλαος Ι. Μέρτζος        | 2006 - 2015 | Невеска, 1936                                       |
| Атанасиос Каратанасис     | Αθανάσιος Καραθανάσης      | 2015 - 2018 | Волос, 1946                                         |
| Василиос Папас            | Βασίλειος Παππάς           | 2018        | Йерисос, 1951                                       |